# Flores Island Provincial Park
Der Flores Island Provincial Park ist ein insgesamt 7113 Hektar großer Provincial Park auf Flores Island, in der kanadischen Provinz British Columbia. Er liegt etwa 20 Kilometer nordöstlich von Tofino im Alberni-Clayoquot Regional District.
Da der Park auf einer Insel liegt, ist er nur auf dem Luft- und Wasserweg zu erreichen. Auf den Nachbarinseln finden sich noch verschiedene weitere Parks, wie zum Beispiel Maquinna Marine Provincial Park, Sulphur Passage Provincial Park oder Vargas Island Provincial Park. Der Park ist Teil des Clayoquot Sound Biosphere Reserve, einem von der UNESCO anerkanntem Biosphärenreservat.

## Anlage
Der Park liegt auf der Westseite von Flores Island, die ihrerseits Vancouver Island westlich vorgelagert ist, im Clayoquot Sound. Der Park setzt sich dabei aus 4144 Hektar Landfläche und 2969 Hektar Wasserfläche und Gezeitenzone zusammen. Der Park erreicht in Nord-Süd-Ausdehnung eine Länge von maximal 19 Kilometern und in Ost-West-Ausdehnung eine Breite von maximal 6 Kilometern. Am nördlichen und südlichen Ende schließt sich jeweils ein Reservat der Ahousaht an. Im Südosten grenzt auch noch der Gibson Marine Provincial Park an.
Bei dem Park handelt es sich um ein Schutzgebiet der Kategorie II (Nationalpark).

## Geschichte
Der Park wurde am 13. Juli 1995, als eins in einer Gruppe von rund 50 Schutzgebieten, als Provincial Park in British Columbia eingerichtet. Zu den zeitgleich eingerichteten Parks gehören unter anderem auch der nahe gelegenen Vargas Island Provincial Park, der Dawley Passage Provincial Park sowie der Epper Passage Provincial Park. Die Einrichtung dieser Gruppe von nahe gelegenen Parks ist, als Folge der Unruhen in den 1980er-Jahren sowie den frühen 1990er-Jahren welche sich gegen die Kahlschlagpolitik der Forstindustrie richteten, das Ergebnis der „Clayoquot Sound Land Use Decision“. Der Park hat seinen Namen nach der Insel, auf welcher er liegt. Der Name bezieht sich dabei auf Don Manuel Flores, den 51. Vizekönig von Mexiko (1787–1789).
Der Park liegt im traditionellen Jagd- und Siedlungsgebiet der Ahousaht. Besondere Hinweise auf diese finden sich daher auch im Park. So findet man unter anderem sogenannte Culturally Modified Trees, also Bäume die durch die First Nation zur traditionellen Holzgewinnung bearbeitet wurden und Shell middens, also Muschelhaufen.

## Flora und Fauna
Unter den Ökosystemen von British Columbia wird das Parkgebiet verschiedenen Subzonen, der Very Wet Maritime Subzone und der Very Wet Hypermaritime Subzone, der Coastal Western Hemlock Zone zugeordnet. Diese biogeoklimatischen Zonen zeichnen sich durch das gleiche Klima und gleiche oder ähnliche biologische sowie geologische Voraussetzungen aus. Daraus resultiert in der jeweiligen Zonen dann ein sehr ähnlicher Bestand an Pflanzen und Tieren.
Ähnlich dem Biogeoclimatic Ecological Classification (BEC) Zoning System wird auch das maritime Ökosystem der Küstengewässer von British Columbia mit der British Columbia Marine Ecological Classification in verschiedene Ökozonen eingeteilt. Innerhalb dieser Systematik werden die Parkgewässer der Vancouver Island Shelf Marine Ecosection (VIS) zugeordnet.
Neben der Westamerikanischen Hemlocktanne, welche der Ökozone ihren Namen gibt, ist der Park weitgehend mit Primärwald aus Sitka-Fichten und Purpur-Tannen bewachsen.
Die Tier- und Pflanzenwelt entspricht der Lage der Insel, jedoch kommen auch seltene oder gefährdete Arten vor. Zu diesen gefährdeten Arten, welche unter besonderem Schutz stehen, gehört zum Beispiel der Marmelalk. Weniger bedroht sind die Stellerschen Seelöwen, welche hier eine Kolonie haben. Diese werden auf Flores Island hauptsächlich durch Wölfe bedroht, welche hier auch die jungen Seelöwen reißen und ebenfalls durch die in diesen Gewässern jagende Schwertwale.
Bei den Pflanzen gehört die California wax myrtle, ein Gagelstrauchgewächs, zu den besonders bedrohten Arten. Diese kommt inzwischen überhaupt nur noch in dieser Region vor. Ebenfalls kommen im Park die Alaska-Heidelbeere und der Kanadische Hartriegel vor.

## Aktivitäten
Die touristische Attraktion des Parks sind zum einen die in diesen Gewässern lebenden Grauwale und Schwertwale und zum anderen die kulturellen Spuren der First Nation. Weiterhin ist der Park mit verschiedenen Wanderwegen, zum Beispiel dem Wild Side Trail, durchzogen. Der Park wird von Wanderern und Kajakwanderern häufig als Übernachtungsgelegenheit genutzt.
Der Park hat keine vorbereiteten Flächen zum Zelten, weshalb hier das „wilde“ Zelten erlaubt ist und verfügt nur über eine sehr einfache Sanitäranlage (Plumpsklo) im südlichen Bereich.